# Anselm Knuuttila
Anselm Knuuttila, född den 1 februari 1903, död den 29 juni 1968, var en finländsk längdåkare som tävlade i slutet av 1920-talet. 
Knuuttila deltog i ett mästerskap, VM 1929 i Zakopane där han totalt tog två medaljer. Dels guld på 50 kilometer och dels silver på 18 kilometer.